# Остров Танфильева
О́стров Танфи́льева  (яп. 水晶島 Суйсё:-дзима — досл. «Кристалл (кварца, горного хрусталя)») — остров Малой гряды Курильских островов. Согласно федеративному устройству России входит в Сахалинскую область в составе Южно-Курильского района в рамках административно-территориального устройства области и в составе Южно-Курильского городского округа в рамках муниципального устройства в области. Принадлежность острова России оспаривает Япония, которая рассматривает его как часть своего округа Нэмуро губернаторства Хоккайдо. С точки зрения Японии входит в группу островов Хабомаи, которые считаются продолжением береговой линии японского острова Хоккайдо и не рассматриваются как часть Курильских островов. На острове круглогодично проживают только российские пограничники, а также регулярно приезжают сезонные рабочие промысловой базы «Зоркая».

## География
Площадь острова Танфильева составляет, по разным источникам, от 12,42 до 25 км². Наибольшая длина 8,3 км, ширина 6,4 км. Имеет сложную неправильную форму. Поверхность его равнинная, высота над уровнем моря — от 9 до 18 м. Остров покрыт травянистой растительностью. Леса отсутствуют. На нём имеются болота и несколько небольших пресноводных озёр. Остров окружён скалами, рифами и камнями, находящимися от него на расстоянии до 1 мили.
Остров Танфильева отделён проливом Танфильева от острова Юрий, расположенного в 6 км к востоку, и острова Анучина, расположенного в 6,3 км к юго-востоку; Советским проливом — от полуострова Немуро японского острова Хоккайдо, расположенного в 7,5 км к юго-западу; Южно-Курильским проливом — от острова Кунашир, расположенного в 34,3 км к северо-западу. Остров Зелёный расположен в 11,5 км к северо-востоку.
В акватории Советского пролива между островом Танфильева и полуостровом Немуро лежат крошечные островки Сигнальный, Рифовый и Сторожевой (все три поднимаются из банки Опасной). Расстояние от острова Танфильева до мыса Носаппу, крайней точки Немуро, составляет около 7 км. В ясную погоду с острова отчётливо видны берега Хоккайдо, в том числе и 96—метровая «Башня мира».
На южной оконечности острова — мысе Зоркий — установлен светящий знак Танфильева. Бухта Зоркая вдаётся в юго-западный берег острова Танфильева между мысом Зоркий и мысом Удачный, расположенным примерно в 800 м к северо-западу от мыса Зоркий. Берега бухты низкие, но с крутыми склонами и окаймлены каменистыми пляжами. На северо-восточном берегу имеется небольшое пресноводное озеро, которое соединено с бухтой протокой. Во входе в бухту в 180 м к югу от мыса Удачный лежит поросший травой островок Яичный высотой 3,5 м. Между этим островком и мысом Удачный тянется каменистый риф с глубинами 0,7 — 5,6 м. Над рифом во время волнения образуются буруны. Бухта Зоркая защищена от северных и восточных ветров. В бухте от южных ветров возникает зыбь, сглаживающаяся за счёт сильного приливного течения между островом Танфильева и банкой Опасная. В средней части бухты глубины 4—7 м. Грунт в бухте — песок, у берегов — камень, и местами растут водоросли.
Островок Бочонок высотой 5,6 м лежит на отмели с глубинами менее 5 м в 400 м к северо-западу от мыса Удачный. Эта отмель отходит от юго-западного берега острова Танфильева на 900 м к юго-западу. Островок Бочонок окаймлён осыхающим рифом и порос травой. Вблизи островка на отмели разбросаны осыхающие камни.
Бухта Грозная вдаётся в западный берег острова Танфильева в 650 м к северу от мыса Удачный. Ширина входа в бухту около 2780 м. Берега бухты большей частью крутые и отмелые. Входные мысы и северный берег окаймлены осыхающим рифом, который покрыт водорослями. Вдоль восточного берега простирается песчано-галечный пляж. Средняя часть бухты укрыта от северных и восточных ветров, здесь глубины 7—11 м, грунт — песок и ракушка.
Бухта Чичерина вдаётся в северный берег острова Танфильева между мысом 45 Дозора (43°28’N, 145°53’Е) и мысом, расположенным в 3150 м к востоку от мыса Дозора. В средней части бухты лежит осыхающий риф. Восточная часть бухты укрыта от южных и юго-восточных ветров, глубины — 8—10 м. Грунт здесь —  камень, большей частью поросший морской капустой.
Светящий знак Болотный установлен на мысе Болотный — северо-восточной оконечности острова Танфильева. Банка с наименьшей глубиной 4,2 м лежит в 1450 м к северо-востоку от мыса Болотный. Эта банка вытянута с юго-запада на северо-восток на 2,2 км. Грунт на банке — скала.
Бухта Танфильева вдаётся в восточный берег острова Танфильева между мысом Болотный и мысом Боевой, находящимся в 3150 м к югу от мыса Болотный. Берега бухты Танфильева, за исключением берега её вершины, обрывистые и пересечены оврагами, склоны которых поросли травой. На берегу вершины бухты имеется дом. Входные мысы бухты окаймлены осыхающими рифами, на которых лежат надводные, осыхающие и подводные камни и скалы. В бухте разбросано много банок и скал. Наиболее значительные из них скалы Крейсер и Кит. В бухте произрастают водоросли. Бухта защищена от юго-западных и западных ветров, в её средней части глубины — 5—7 м, грунт — песок.

## Геология
С геологической точки зрения остров Танфильева состоит из осадочных пород позднего мелового и палеоценового периодов с последующими неравномерными угленосными напластованиями, сформировавшимися в олигоцене. По мнению Японии, остров является продолжением полуострова Немуро, то есть продолжением береговой линии японского острова Хоккайдо и не признаётся как часть Курильских островов.
Остров Танфильева исследован геологами и океанологами, которые, анализируя его срезы, предприняли попытку восстановления хронологической геологии Малой гряды, а также соседних Кунашира и Хоккайдо. Остров полностью состоит из верхнемеловых образований. На одном из пляжей острова, размытом морем, на поверхность вышли остатки окаменелого дерева мелового периода возрастом более 60 миллионов лет, хотя в настоящее время лесов на острове нет. В среднем плейстоцене, около 170—180 тысяч лет назад, климат острова был теплее и здесь процветали устрицы. 125 тысяч лет назад, в период последнего межледниковья, океан затопил Хабомаи. Находясь ниже уровня моря, они превратились в мелководные банки. Тогда же море сгладило их, и острова стали почти плоскими. Около 35 тысяч лет назад на Хоккайдо произошло сильнейшее извержение вулкана Куттияро, который покрыл пеплом толщиной 1,5 м все острова Малой Курильской гряды, включая и южную часть о. Шикотан. Обнаружены и следы пепла других вулканов Итурупа и Кунашира. Из этого пепла образовался слой серо-голубой глины, над которым лежит слой торфа, достигающий в центральной части местного болота Танфильева толщины 2 м. В старых слоях торфа обнаружены следы цунамигенных песков. Во время последнего большого ледникового периода (18—20 тыс. лет назад.) уровень океана снизился на 100—130 м. В это время Хабомаи и Кунашир соединились с островaми Хоккайдо и Сахалин в единый сухопутный мост покрытый бореальной и суббореальной растительностью из редкостойных лиственничных лесов и тундр. В XVII—XVIII веках климат острова был холоднее современного, а уровень океана — ниже. В этот «малый ледниковый период» на острове активно формировался слой молодого торфа.

## Климат
Климат острова мягкий умеренный морской с сильным влиянием тихоокеанских масс. Сильные морозы исключены, но не бывает и жаркой погоды. Из-за высокой теплоёмкости океана сезоны сдвинуты в среднем на 1,5 месяца. Среднегодовая температура составляет около +6 °C. Высокая влажность воздуха. Летние дожди и туманы благоприятны для роста травы, но потенциальное развитие животноводства сдерживается трудностями в заготовке грубых кормов. Из-за плоской поверхности острова и отсутствия гор круглый год здесь довольно ветрено, хотя ветра и не очень сильны относительно рекордов Онекотана. Треть осадков выпадает в холодный период года. Зимой характерны частые длительные метели и мощные снегопады из мокрого снега.

## История

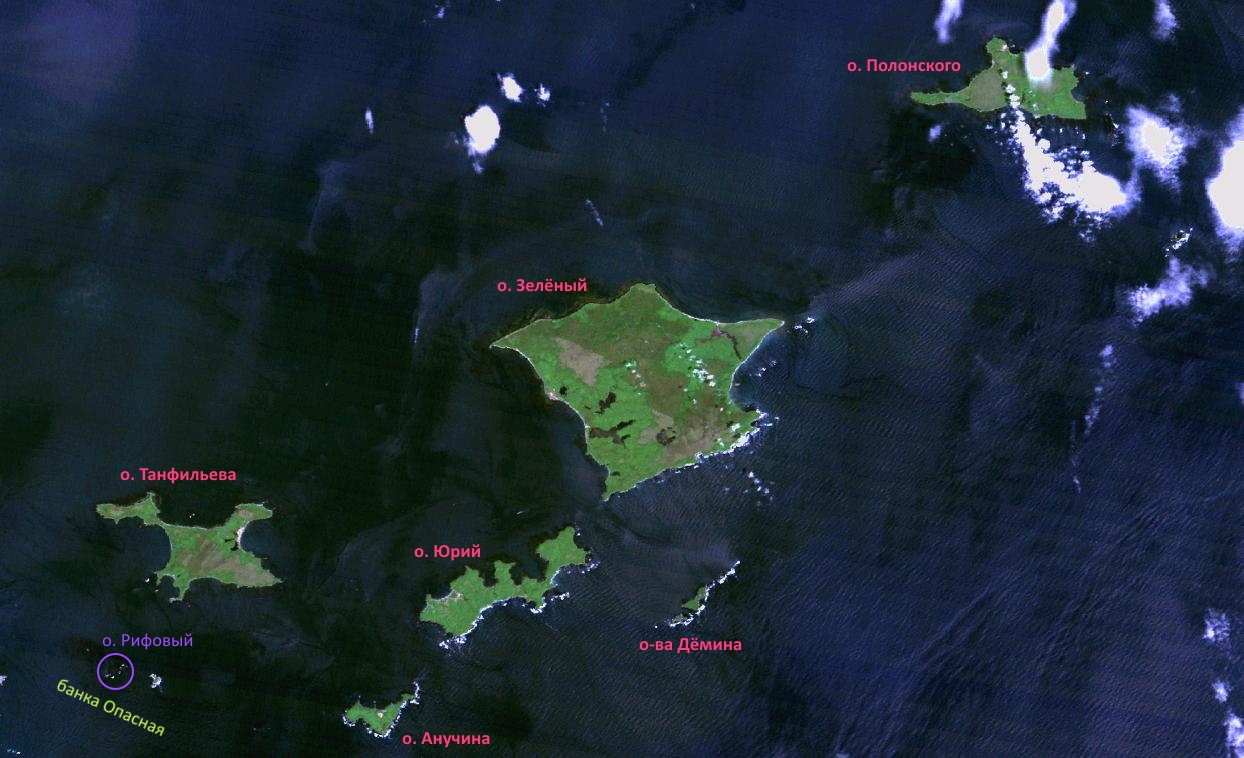
Остров Танфильева на спутниковом снимке западной части Малой курильской гряды

Первыми на острове Танфильева появились айны, которые занимались в его водах рыболовством. Первое название острову, предположительно, тоже дали они: существует теория, что японское название Суйсё-дзима (Кварцевый остров) — это переосмысленное айнское «ши исо» — «большой плоский берег».
До 1855 года вместе с прочими островами Малой Курильской гряды находился в неопределённом статусе. После заключения Симодского договора подпал под японскую юрисдикцию.
В эпоху Мэйдзи (1868—1912) островом заинтересовались японцы и включили его в состав села Гоёмай.
Впоследствии административное деление претерпело изменения, и остров стал принадлежать селу Хабомаи.
С 5 ноября 1897 года остров со всеми своими промысловыми угодьями считался частью села Хабомаи в составе уезда (гуна) Ханасаки (который охватывал всю Малую Курильскую гряду и часть полуострова Немуро на острове Хоккайдо), который входил в губернаторство Хоккайдо, провинцию Немуро.
В этот период на нём появилось постоянное японское население числом около 1000 человек, занимавшееся сбором водорослей и ловлей рыбы и крабов; имелся консервный завод. Вследствие высокой плотности населения в японский период, весь остров был поделен глубокими земляными рвами на мелкие участки.
В 1945 году после окончания Второй мировой войны остров был занят советскими войсками. Согласно японскому полицейскому рапорту того времени, на него высадилось 19 советских солдат. Японское население было репатриировано на Хоккайдо.
2 февраля 1946 года в соответствии с Указом Президиума ВС СССР в числе других Курильских островов и вместе с Южным Сахалином был включён в состав образованной Южно-Сахалинской области в составе Хабаровского края РСФСР, которая 2 января 1947 года вошла в состав новообразованной Сахалинской области в составе РСФСР.
В 1946 году советские власти дали острову новое название в честь русского географа, геоботаника и почвоведа Гавриила Танфильева — профессора Новороссийского университета, располагавшегося некогда в Одессе.

### Послевоенный период

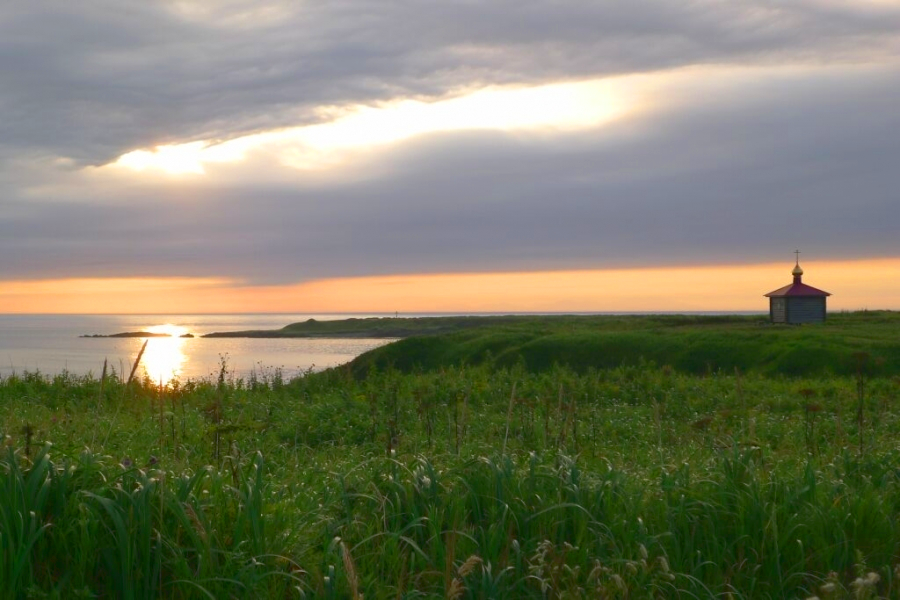
Вид на построенную в 2005 году часовню Димитрия Солунского

В 1946 году на острове была организована пограничная застава № 1, действующая до настоящего времени.
В 1994 году на ней произошёл расстрел сослуживцев.
В 1990-х и 2000-х годах российская сторона предприняла несколько символических шагов, призванных продемонстрировать Японии свой контроль над Курилами. В 1997 году на острове Танфильева в качестве памятника русским исследователям, открывшим Курилы 300 лет назад, был установлен православный крест, а в 2005 году для обеспечения религиозных нужд проживающих на острове 12 российских военных на месте креста была возведена часовня Димитрия Солунского. Поскольку часовня была хорошо видна с Хоккайдо, некоторые японцы сочли эту постройку провокацией. Помимо часовни на острове появилось и изваяние Николая Чудотворца, к которому была проложена дорожка, выложенная ракушками морских гребешков. Дорожку окаймляют кованые скамейки и уличные фонари.
В 2004 году Россия как государство-правопреемник СССР, в соответствии с заявлением министра иностранных дел С. В. Лаврова, признала существование Советско-японской декларации 1956 года, включавшей пункт о готовности передать Японии остров Шикотан и группу Хабомаи, и подтвердила готовность вести на её основе территориальные переговоры с Японией.
3 сентября 2022 года Россия отменила упрощённый режим посещения островов Малой Курильской гряды для граждан Японии.

## Население
Постоянного гражданского населения на острове нет, однако здесь круглогодично проживают пограничники, а также регулярно прибывают в режиме ротации до нескольких десятков сезонных работников промысловой базы «Зоркая», добывающей кукумарию с использованием труда наёмных рабочих из стран СНГ. Её сушат и отправляют на экспорт в Японию. В советское время её отправляли на Шикотан и консервировали.

## Природоохранные меры
Остров входит в состав государственного природного заказника федерального значения «Малые Курилы».

### Флора и фауна
Флора острова Танфильева довольно небогата. По данным ранних исследователей, она содержала меньшe сотни видов высших сосудистых растений (для сравнения на о. Зелёный их учтено 166 видов, на Кунашире — 1067). Однако более поздние исследования учли 175 видов сосудистых растений. Леса отсутствуют, преобладают океанические луга. Из цветковых растений выделяются лилейные. На болотах нерегулярно гнездится японский журавль, прилетающий с Хоккайдо. В прибрежных водах много важных промысловых видов (кукумария, крабы).